# سالن تئاتر برن
سالن تئاتر برن که در این شهر با نام Stadttheater Bern شناخته می شود، یک سالن اپرا و تئاتر در برن، سوئیس است.  این تئاتر در چهار حوزه فعالیت می کند: ارکستر سمفونیک برن، تئاتر موزیک (اپرا)، شوسپیل (تئاتر) و تانز (رقص).

## تاریخچه
این تئاتر در سال ۱۹۰۳ افتتاح شد و بین سال های ۲۰۱۵ تا ۲۰۱۶ طی تغییراتی مدرن شد، که شامل تغییرات ساختاری قابل توجهی نیز می شد.
این تئاتر از فصل ۲۰۱۱/۲۰۱۲ تا فصل ۲۰۲۰/۲۰۲۱ به Konzert Theatre Bern تغییر نام داد.
‌